# Gunniopsis
A Gunniopsis a szegfűvirágúak (Caryophyllales) rendjébe, ezen belül a kristályvirágfélék (Aizoaceae) családjába tartozó nemzetség.

## Előfordulásuk
A Gunniopsis-fajok Tasmania és Victoria államok kivételével, egész Ausztráliában megtalálhatóak.

## Rendszerezés
A nemzetségbe az alábbi 14 faj tartozik:
- Gunniopsis calcarea Chinnock
- Gunniopsis calva Chinnock
- Gunniopsis divisa Chinnock
- Gunniopsis glabra (Luehm. ex Ewart) C.A.Gardner
- Gunniopsis intermedia Diels
- Gunniopsis kochii (R.Wagner) Chinnock
- Gunniopsis papillata Chinnock
- Gunniopsis propinqua Chinnock
- Gunniopsis quadrifida (F.Muell.) Pax
- Gunniopsis rodwayi (Ewart) C.A.Gardner
- Gunniopsis rubra Chinnock
- Gunniopsis septifraga (F.Muell.) Chinnock
- Gunniopsis tenuifolia Chinnock
- Gunniopsis zygophylloides (F.Muell.) Diels